# Beregforrás
Beregforrás (ukránul: Родниківка) település Ukrajnában, Kárpátalján, a Munkácsi járásban.

## Fekvése
Turjamező, Szarvaskút, Forráshuta és Dombostelek közt fekvő település.

## Története
1910-ben 503 lakosából 31 magyar, 21 német, 445 ruszin volt. Ebből 22 római katolikus 465 görögkatolikus, 16 izraelita volt.
A trianoni békeszerződés előtt Bereg vármegye Szolyvai járásához tartozott.

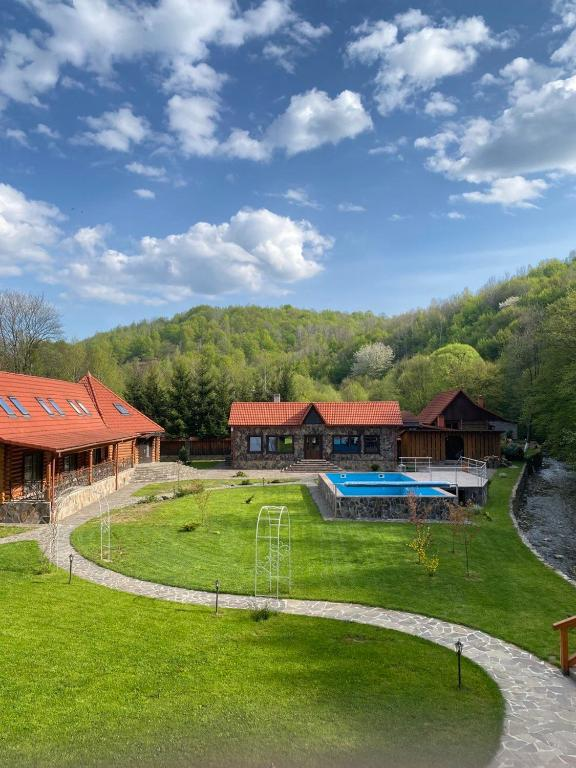
A Darino szálloda-étterem

## Ismert emberek
Ott született:
- Petro Lizanec (Lizanec Péter) nyelvész, egyetemi tanár